# Mem Gonçalves Amado
Mem Gonçalves Amado (1275 – 18 de Agosto de 1352), foi um nobre do Reino de Portugal, tendo sido senhor de Penela e de Alvarães, 1º alcaide-mor do Castelo de Penedono e Vedor de Santa Isabel de Aragão, Rainha de Portugal. 

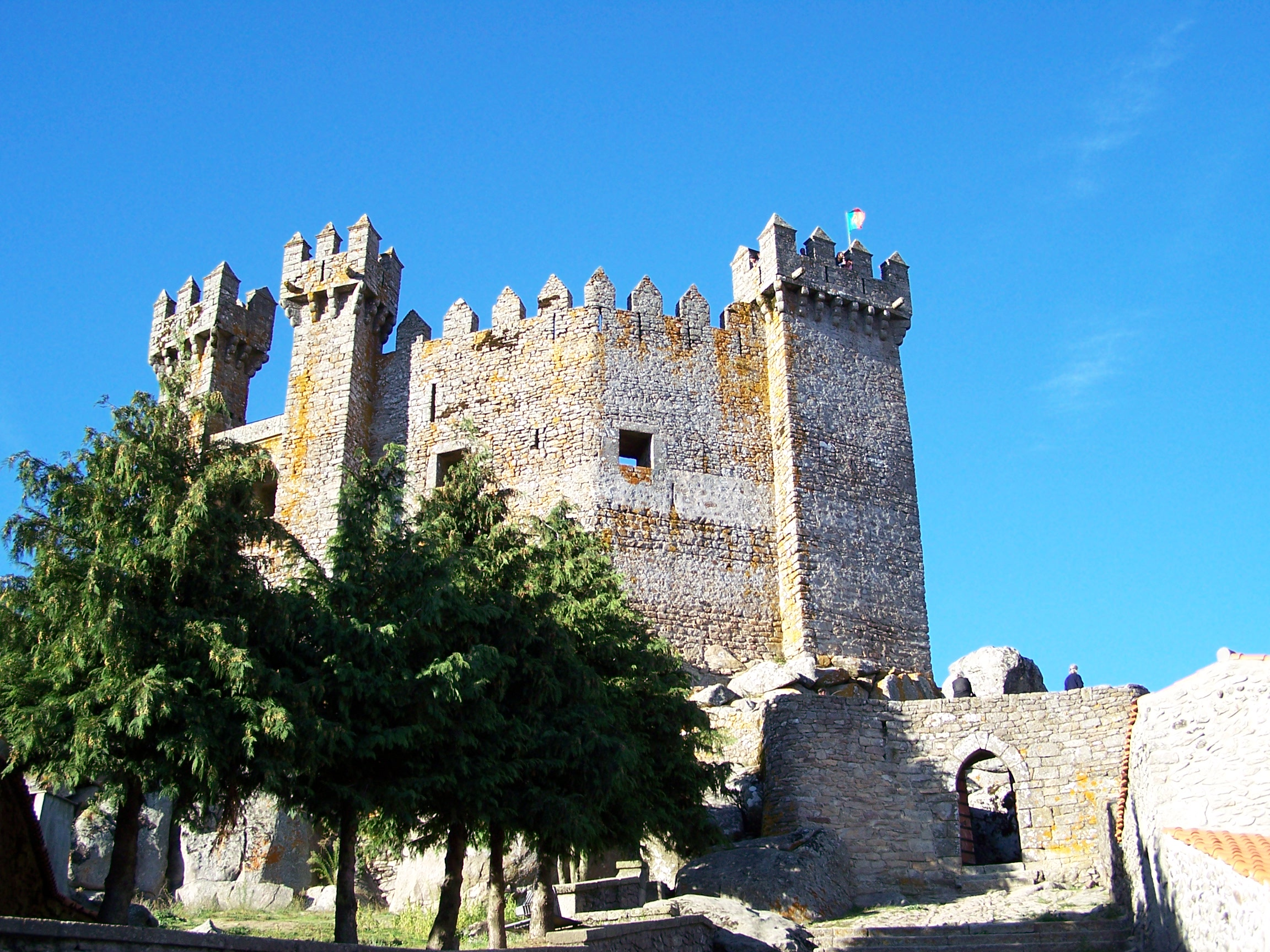
Castelo de Penedono.

Encontra-se sepultado na Capela de São João da Cruz em Coimbra, na parte da parede do púlpito, ficando esta coberta depois da reforma que revestiu de azulejos. Segundo alguns historiadores foi castelão no Castelo de Marialva por vontade do Rei D. Sancho II de Portugal. 

## Relações familiares
Foi filho de Rodrigo Amado (1250 -?) e de Maria Esteves (c. 1250 -?) casou com Aldonça da Fonseca (1280 -?), filha de Lourenço Roiz da Fonseca e de D. Aldonça Anes Botelho (1250 -?), de quem teve:
1. Gonçalo Mendes Amado (1300 -?) casou com Maria Anes de Fornelos, (1310 -?), filha de João Fernandes de Castro (1275 -?) e de D. Rica Fernandes Torrichão (1280 -?)
2. Mem Gonçalves,
3. Senhorinha Anes casou com N. de Pudente,
4. Lourenço Mendes,
5. Aldonço